# Крюківська волость
Крюківська волость — адміністративно-територіальна одиниця Кременчуцького повіту Полтавської губернії з центром у посаді Крюків.
Станом на 1900 рік — складалася з 8 поселень, 1 сільської громади (Крківське казенне селянське товариство). Населення 3485 — осіб (1724 осіб чоловічої статі та 1761 — жіночої), 669 дворових господарств. 

Поселення волості станом на 1900:
- Демурівка
- Курчанівка
- Карантин
- Кострома
- Новоселівка
- Раківка
- Садки
- Чечелеве

Старшинами волості були:
- 1900—1904 роках Іван Миколайович Леонов[2],[3];
- 1913 року Данило Лаврентійович Васильєв[4];
- 1915 року Опанас Кузьміч Іванов[5].